# Montalvânia
Montalvânia este un oraș în Minas Gerais (MG), Brazilia.